# Jack McFarland
(Jack McFarland)
Jack McFarland, all'anagrafe John Philip McFarland, è un personaggio della serie televisiva Will & Grace, interpretato da Sean Hayes.

## Il personaggio
Jack è un gay camp con la passione per la recitazione e il teatro, anche se i suoi amici hanno sempre messo in dubbio le sue capacità nel settore. Vive senza un lavoro fisso, intraprendendo i lavori più disparati, infermiere, addetto alle vendite, cameriere, insegnante e ballerino. Jack è spudoratamente superficiale e preso da sé stesso, propenso a frequentare luoghi gay collezionando avventure; la relazione più lunga avuta da Jack è durata pochi mesi con Stewart, un cliente di Will.
Jack adora tutte le icone gay, soprattutto Cher di cui possiede una rara bambola. Jack è il proprietario di un cane labrador di nome Klaus Von Puppy e di un pappagallo di nome Guapo ("bello" in spagnolo).
Jack è stato cresciuto dalla madre Judith (Veronica Cartwright) e dal patrigno Daniel (Beau Bridges), quest'ultimo è l'unico della sua famiglia ad essere al corrente della sua omosessualità. Jack non ha mai conosciuto il vero padre, ha scoperto solamente che il suo nome era Joe Black, un uomo che negli anni settanta durante un party in piscina fece sesso occasionale con la madre con indosso una maschera di Richard Nixon.
Durante gli anni del college conosce Will Truman, che aiuta a fare coming out. Tra i due si instaura una lunga e solida amicizia, dove Will aiuta più volte Jack a mantenersi, pagandogli l'affitto. Durante la prima stagione della serie Jack conosce la ricca e alcolizzata Karen Walker, assistente perditempo di Grace Adler; tra i due nasce un legame stretto, simile a quello tra Will e Grace, che dà vita ad una serie di bizzarre e divertenti avventure. Alla fine della prima stagione Jack decide di sposare la cameriera salvadoregna di Karen, Rosario, solo per consentire alla donna di ottenere la carta verde. Successivamente la coppia divorzia, quando Rosario si innamora del giardiniere di Karen.
Jack scopre di essere il padre biologico di Elliot (Michael Angarano), infatti quando era un adolescente donò il suo sperma alla banca del seme per potersi comprare una giacca, soprannominata per questo motivo "giacca del membro". In seguito scopre che Elliot è stato allevato da Bonnie (Rosie O'Donnell), un'infermiera lesbica che lavorava presso la banca del seme, che rubò lo sperma depositato da Jack per essere inseminata con esso. Nonostante Jack sia un gay dichiarato che lotta per i diritti degli omosessuali, nutre una forte antipatia nei confronti delle lesbiche.
Jack non perde mai la sua vocazione per la recitazione, nonostante la sua insegnante Zandra (Eileen Brennan) continui a fargli notare la sua mancanza di talento. Jack riuscirà a prendere il posto di Zandra al corso di recitazione, insegnando alla classe il "Metodo McFarland". Accortosi che la carriera nel mondo dello spettacolo non ha sbocchi, decide di intraprendere un corso per diventare infermiere, ma si dà un'ultima possibilità, quando al quarto matrimonio di Karen incontra Jennifer Lopez venendo ingaggiato come ballerino nel suo tour. Dopo questa esperienza, tenta di entrare a far parte del corpo di ballo di Janet Jackson, ma senza successo.
Nella settima stagione Jack lavora come produttore per la rete televisiva gay OutTV, dove inventa i programmi più improbabili. Diviene presentatore di un talk show della rete, ma ben presto gli viene affiancata la raccomandata Amber Louise (interpretata da Britney Spears), che successivamente gli soffia il posto. Disperato e senza un lavoro, Jack tenta l'ultima carta partecipando ad un provino per un ruolo minore in una serie televisiva, ma con sua grande sorpresa gli viene affidato il ruolo principale di Chuck Rafferty, un poliziotto eterosessuale, alcolizzato e donnaiolo.
Nella stagione finale Karen perde tutta la sua ricchezza nel divorzio da Stan, e convince quindi Jack a cedere, seppur controvoglia, alle lusinghe del milionario gay Beverly Leslie, nemico giurato di Karen, con l'intenzione di approfittare insieme a Jack del patrimonio. Beverly sparirà spazzato via da una raffica di vento mentre si trova sul suo terrazzo, Jack di conseguenza eredita il patrimonio e Karen vivrà con lui nella lussuosa casa di Beverly. Nella stagione dieci, rivela di avere una grande passione per la serie televisiva Riverdale, in particolare per il protagonista Archie Andrews, e si sposa con lo spagnolo Estefan.